# 1754 Cunningham
1754 Cunningham este o planetă minoră (asteroid), cu un diametru de 79,52 km, din centura de asteroizi. A fost descoperită pe 29 martie 1935 la Observatorul Regal al Belgiei⁠(d) de Eugène Joseph Delporte și a fost numită după Leland Cunningham⁠(d). 
Obiectul prezintă o orbită caracterizată de o semiaxă mare de 3,9430681 UAi, o excentricitate de 0,168031, o înclinație de 12,14922 ° în raport cu ecliptica.